# Сажаєвка
Сажа́євка (каз. Сажаевка) — село у складі Алтайського району Східноказахстанської області Казахстану. Входить до складу Октябрської селищної адміністрації.
Населення — 63 особи (2021; 72 у 2009, 200 у 1999, 302 у 1989).
Національний склад станом на 1989 рік:
- росіяни — 61 %
- казахи — 34 %